# Leinenruck
Der Leinenruck, bei häufiger und systematischer Anwendung in der Hundeerziehung und -ausbildung auch als Leinenruck-Methode bezeichnet, ist ein Starkzwangmittel zur Erziehung und Ausbildung von Hunden. Seine Verwendung als Ausbildungsmethode kann gegen die Grundsätze des Tierschutzes verstoßen.

## Anwendung und Wirkungsweise
Zeigt ein angeleinter Hund ein unerwünschtes Verhalten, oder bleibt ein erwünschtes Verhalten aus, wird durch einen unerwarteten kräftigen Zug an der Leine ein Schmerzreiz ausgelöst. Dabei macht man sich zu Nutze, dass bei Hunden die Kehle ebenso wie die Halswirbelsäule besonders schmerzempfindlich ist.
Der Hund soll auf diese Weise das unerwünschte Verhalten mit dem unangenehmen Schmerz verbinden und daher künftig nicht mehr zeigen. Der Leinenruck wird damit zum aversiven Reiz (lateinisch aversio = das (Sich)abwenden, siehe Instrumentelle und operante Konditionierung). Auf die gleiche Weise soll der Hund daran gehindert werden, ein gegebenes Kommando nicht auszuführen und also ein erwünschtes Verhalten nicht zu zeigen.

## Gesundheitliche Risiken
Ein starker Ruck kann bei Hunden über die unmittelbare Schmerzwirkung hinaus zu einer Reihe von erheblichen Gesundheitsstörungen führen.

### Wirbelsäule
In erster Linie sind Rückenprobleme zu nennen. In einer Studie wurde ermittelt, dass 91 Prozent aller Hunde mit Halswirbelschädigungen mit Leinenruck ausgebildet worden waren oder notorische „Leinenzieher“ waren. Die Schäden waren am schwersten bei der Verwendung von Würgeketten in Kombination mit der Anwendung des Leinenrucks. Aus den Erkrankungen der Wirbelsäule resultieren wiederum Symptome wie Nacken- und Rückenschmerzen, Kopfschmerzen und Schwindelgefühl. Es kann zu Nervenschädigungen im Halsbereich kommen. Darüber hinaus können Bandscheibenvorfall, arthrotische Umformung der seitlichen Wirbelgelenke und Spondylose auftreten, als Spätfolgen auch noch Jahre nach Ende der Misshandlungen.

### Atemwege
Der Kehlkopf ist ebenfalls verletzungsgefährdet: Hier kann es zu chronischer Kehlkopfentzündung, Kehlkopfblutungen, Nervenschädigungen und zum Bruch der Knorpel kommen. Bei der kombinierten Anwendung des Leinenrucks mit Würge- oder Stachelhalsbändern kann es durch den auf den Hals wirkenden Druck zu Verletzungen der Luftröhre kommen, das Unterbinden der Atmung kann zu Lungenödemen führen.

### Augen
Durch die Kompression des Halsbereiches kann es zu einer deutlichen Steigerung des Augeninnendrucks kommen, mögliche Folgen reichen bis zum Entstehen von Glaukomen oder einer Verschlimmerung eines bestehenden Glaukoms.

## Aggression
Ein wiederholt in ungeeigneten Situationen ausgeführter Leinenruck kann dazu führen, dass der betroffene Hund aggressives Verhalten in Bezug auf diese Situationen entwickelt. So kann ein Hund, der einen Menschen (in nicht gefahrdrohender Weise) anspringt oder sich in freundlicher Absicht einem anderen Hund nähert und unerwartet mit dem Schmerz des Leinenrucks konfrontiert wird, diesen Schmerzreiz mit der Situation oder der Person bzw. dem anderen Hund verknüpfen und sich zukünftig aggressiv verhalten.
Darüber hinaus ist festgestellt worden, dass der durch Folgeschäden des Leinenrucks ausgelöste Schmerz – hier sind insbesondere Rückenschmerzen zu nennen – bei Hunden zu einer gesteigerten Aggressionsbereitschaft führen kann.

## Tierschutzrelevanz
Die Anwendung kann in Deutschland nach dem Tierschutzgesetz als Ordnungswidrigkeit geahndet werden. Wenn Verletzungen mit anhaltenden starken Schmerzen auftreten, kommt auch eine strafrechtliche Verfolgung in Betracht. In Österreich ist es nach § 5, Absatz 2, Ziffer 3 b) Bundestierschutzgesetz Tierquälerei, Hilfsmittel zu verwenden, die darauf abzielen, das Verhalten eines Tieres durch Härte oder durch Strafreize zu beeinflussen. Tierquälerei ist in Österreich eine Straftat.